# Arthrocladiella
Arthrocladiella es un género de hongos en la familia Erysiphaceae.